# ألفريد تارسكي
ألفريد تارسكي (بالبولندية: Alfred Tarski)‏ هو عالم رياضيات بولندي.

## حياته
ولد ألفرد تارسكي لأبوين يهوديين. دخل إلى جامعة وارسو في عام 1918 من أجل دراسة علم الأحياء.

## عمله
أول نشر لتارسكي كان عندما كان عمره تسعة عشر سنة. وكان حول نظرية المجموعات.

## روابط خارجية
- ألفريد تارسكي على موقع الموسوعة البريطانية (الإنجليزية)
- ألفريد تارسكي على موقع إن إن دي بي (الإنجليزية)